# Acacia aestivalis
Acacia aestivalis är en ärtväxtart som beskrevs av Ernst Georg Pritzel. Acacia aestivalis ingår i släktet akacior, och familjen ärtväxter. Inga underarter finns listade i Catalogue of Life.